# Партия справедливости и развития (Марокко)
Партия справедливости и развития (араб. حزب العدالة والتنمية‎, фр. Parti de la Justice et du Développement) — одна из крупнейших политических партий Марокко, придерживается исламистского направления. Возникла в середине 1960-х как политическое крыло Братьев-мусульман, под современным названием известна с 1998 года.
Под руководством Абделилы Бенкирана выиграла выборы 2011 года с исламистской программой, предусматривающей демократизацию политического законодательства, реформу образования и консерватизм в социальной политике.